# Avinger
Avinger es un pueblo ubicado en el condado de Cass en el estado estadounidense de Texas. En el Censo de 2010 tenía una población de 444 habitantes y una densidad poblacional de 87,64 personas por km².

## Geografía
Avinger se encuentra ubicado en las coordenadas 32°53′49″N 94°33′10″O / 32.89694, -94.55278. Según la Oficina del Censo de los Estados Unidos, Avinger tiene una superficie total de 5.07 km², de la cual 5.04 km² corresponden a tierra firme y (0.56%) 0.03 km² es agua.

## Demografía
Según el censo de 2010, había 444 personas residiendo en Avinger. La densidad de población era de 87,64 hab./km². De los 444 habitantes, Avinger estaba compuesto por el 79.5% blancos, el 13.06% eran afroamericanos, el 0.9% eran amerindios, el 0% eran asiáticos, el 0% eran isleños del Pacífico, el 4.28% eran de otras razas y el 2.25% pertenecían a dos o más razas. Del total de la población el 7.21% eran hispanos o latinos de cualquier raza.